# Brug Hollandsch Diep
De Brug Hollandsch Diep (ook wel Derde Moerdijkbrug) is de langste spoorbrug in de Hogesnelheidslijn Schiphol - Antwerpen (HSL-Zuid).
De brug verbindt de Nederlandse provincie Noord-Brabant met de provincie Zuid-Holland, boven het Hollandsch Diep en is een van de drie Moerdijkbruggen. De lengte van de brug bedraagt twee kilometer, waarvan het gedeelte over het water 1200 meter is en de twee aanbruggen 400 meter lang zijn. Het hoogste punt bedraagt 24 meter. De brug wordt gedragen door elf pijlers en twee landhoofden.

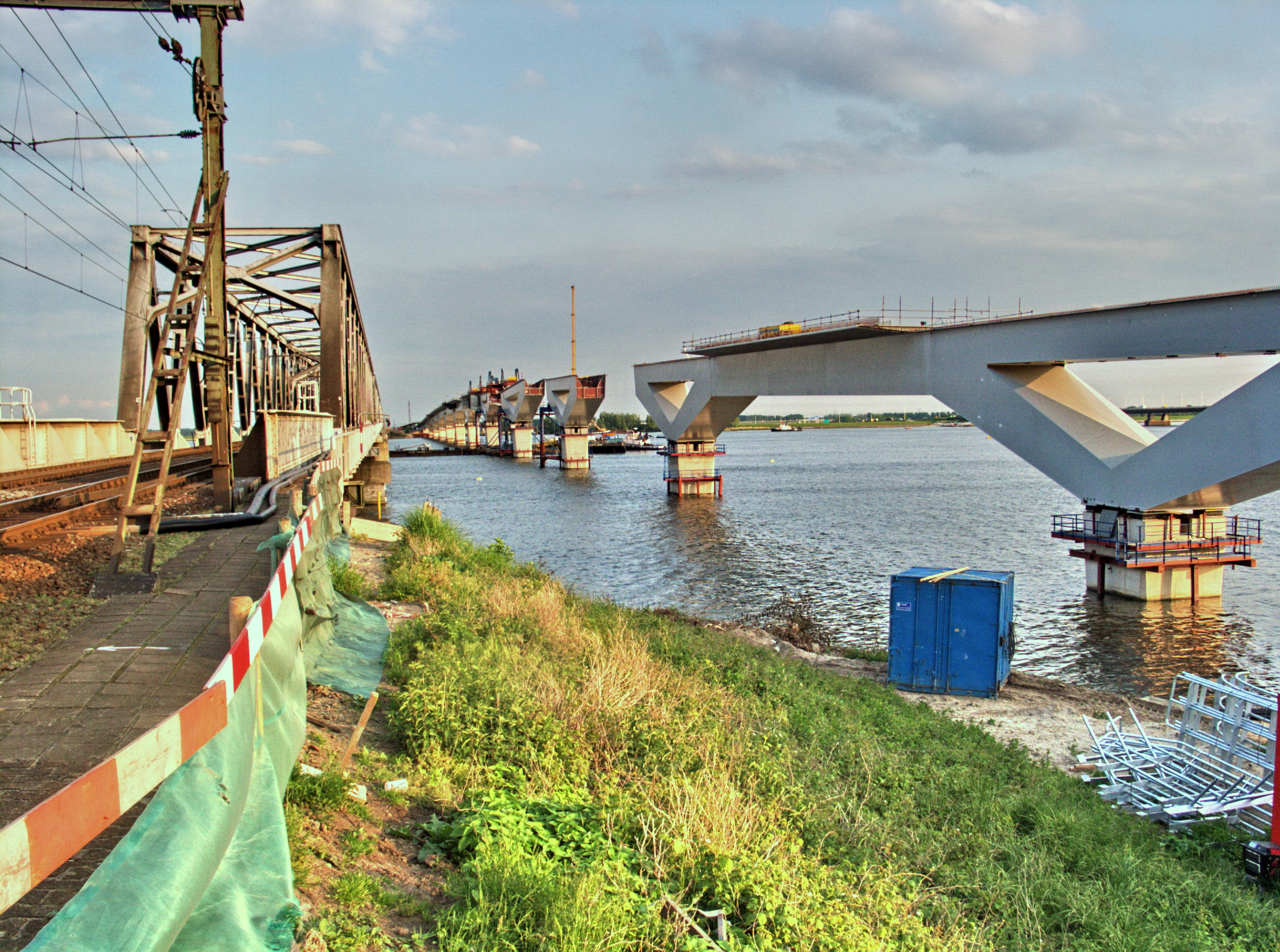
De bouw van de Brug Hollandsch Diep. Links de bestaande spoorbrug; 2004.

De aanleg van de HSL-Zuid maakte de bouw van een derde Moerdijkbrug noodzakelijk. In 2000 werd gestart met de bouw van de door architectenbureau Benthem Crouwel Architecten ontworpen "kattenrug". De HSL-brug ligt enkele tientallen meters ten westen van de bestaande spoorbrug en heeft eveneens tien overspanningen. De pijlers staan, in de stroomrichting van de rivier gezien, in het verlengde van die van de bestaande spoorbrug, zodat er geen extra hindernissen voor de scheepvaart zijn ontstaan.
De brug is een composietbrug, een brug die bestaat uit staal en beton. Er is gekozen voor deze constructie, omdat de brug bestand moet zijn tegen trillingen die de hogesnelheidstreinen veroorzaken.
De HSL-brug heeft een opvallende vorm, die bestaat uit Y-vormige opleggingen die vrijwel naadloos overgaan in de stalen, kokervormige overspanningen. In oktober 2004 is middels tientallen vrachtwagens beladen met zand getest of de brug zou doorbuigen, enkele centimeters zouden namelijk al desastreus zijn voor de snelle trein. Uiteindelijk bleek de brug slechts 12 mm door te buigen.
De eerste hogesnelheidstrein heeft in 2006 tijdens een testrit met zo’n 300 kilometer per uur de nieuwe brug gepasseerd.
De spoorbrug over het Hollandsch Diep krijgt alsnog windschermen. De schermen zijn nodig om de snelle treinen tussen Rotterdam en Breda bij harde wind te kunnen laten rijden. De aanleg kost 40 miljoen euro.

## Schaalmodel
In juni 2007 is in Madurodam een schaalmodel geplaatst van deze brug. Het model, op schaal 1:25 is 20 meter lang en overspant niet, zoals in werkelijkheid, het Hollandsch Diep, maar de Rotterdamse haven. De brug is onderdeel van het Madurodamse HSL-project, naast deze brug worden nog enkele andere kunstwerken op schaal nagebouwd.Ook in Miniworld in Rotterdam is een schaalmodel van deze brug te vinden. Daar is de brug te vinden bij Hoochburgt, waar eveneens een miniatuurversie van de HSL is gebouwd.